# Chrysobothris minuta
Chrysobothris minuta es una especie de escarabajo del género Chrysobothris, familia Buprestidae. Fue descrita científicamente por Kerremans en 1896.